# 御手洗大祐
御手洗 大祐（みたらい だいすけ、1972年4月21日 - ）は、日本の実業家。株式会社rakumo創業者で、同社代表取締役社長CEO。元CNET日本法人代表取締役社長。

## 人物・来歴
愛知県一宮市生まれ。ナイジェリアや、東京都、横浜市を転々とし、父がシンガポール駐在となったことから高校3年間は全寮制の立教英国学院に通った。同級生に梶原みずほがいる。
1996年横浜国立大学教育人間科学部（芸術学専攻）卒業、日本電信電話入社。伊藤穰一の誘いを受けて、ガジェットのレビューサイト事業で1999年にバックテクノロジーズを設立し、代表取締役に就任。
バックテクノロジーズをCNETに売却し、日本法人のシーネットネットワークスジャパン代表取締役社長を経て、2004年日本技芸（現rakumo）設立、代表取締役社長就任。当初はインキュベーション事業を行い、アジャイルメディア・ネットワークの創業などにも携わった。2005年アイスタイル取締役。
リーマン・ショック後にコンサルティングや労働集約型産業の事業が難しくなると考え、業態を変えてSaaS事業を始め、経営難から2013年にはネットイヤーグループからの支援を得て、2度目の挑戦で2020年に東京証券取引所マザーズに上場を果たした。